# Parajuru
Parajuru é um distrito de Beberibe que está localizada ao leste do litoral cearense a 120 km da cidade de Fortaleza e a 42 km de sua sede Beberibe. A população de Parajuru está estimada em aproximadamente seis mil habitantes. Conhecida pela pesca da lagosta, praias bonitas, tranqüilas, lugar turístico e agradável.
O nome Parajuru é um nome indígena que significa boca do rio, onde pode-se observar o belo encontro do rio com o mar.

## Historia
Explorado a partir de 1700 pela família Inácio que veio de Cascavel para o Sítio Rebolada hoje localizado em Barrinha dos Linos (hoje aproximadamente á 3 km dentro do mar). Depois chegou o senhor Raimundo Aderaldo que casou-se com a filha de Inácio, onde mais tarde herdou tudo que pertência ao senhor Inácio, que foi o maior comerciante da época. Ele comercializava cachaça e farinha que eram transportadas pelos barqueiros que vinham do norte do Brasil.
Depois o senhor Raimundo Aderaldo tornou-se o maior empresário de sal da região, conseguindo o título de Coronel. E mais tarde veio o senhor Cândido Lobão, um forasteiro. Ele veio da Bahia e tornou-se o primeiro professor e também caxeiro-viajante. Hoje Parajuru passou por grandes transformações com a chegada do turismo na região. Muitos turistas vêm conhecer suas belas praias e descobrir um pouco sobre sua cultura, além da boa hospitalidade e das comidas típicas que é encontrada na região.

## Economia
A maior fonte de renda de Parajuru é a pesca da lagosta e o pescado, mas com o passar dos anos a pesca foi deixando a desejar por causa de pesca ilegal. Atualmente, com o baixo nível de produção pesqueira a comunidade de Parajuru, procura outros meios de sobrevivência para suprir seus problemas financeiros, como viveiros de camarão, construções, agricultura etc.

## Cultura e Religião
A cultura de Parajuru está muito ligada a religião, taís como: a semana santa, a festa do padroeiro, que é realizado anualmente no mês de setembro, trazendo várias pessoas de outras localidades. O carnaval também é celebrado com muita alegria pela população de Parajuru, que por sua fama arrasta muitos foliões de cidades vizinhas, para os blocos carnavalescos como o "BLOCO ESTRELA" dentre outros blocos alternativos, o bloco cultural cavalo de talo e o mais recente "VETERANOS DO FREVO" (Onde os carnavalescos é a nossa juventude dos 50 anos cima).
O Umbanda também é muito conhecido pela região, que é comemorado em agosto na praia, com a festa de Yemanja.
Durante o mês de julho tem as festas juninas com apresentação de quadrilhas bastante animados, como os olhinhos de fogueira de Barrinha do Lino.

## Esporte
As paradisíacas praias de Parajuru são muito boas para o Kite- e Wind-Surf, pois os ventos fortes, constante e o clima favorecem a prática desse esporte. Outra forma de praticar esporte é o futebol, bastante praticado na região.

## Turismo
Algum tempo atrás o fluxo de turismo em Parajuru não era tão freqüente, recebendo poucos visitantes durante o ano. Ele era muito realizado por famílias que vinham em épocas como Carnaval e outros feriados. Porém nos últimos três anos o turismo vem crescendo relativamente.
A construção de novos hotéis em Parajuru tem uma grande participação no crescimento turístico, dando possibilidade de acomodações a grupos de turistas (nacionais e internacionais) que querem visitar Parajuru, gerando novos empregos para a população.